# L'Esquei

L'Esquei, respecte del terme de Castellcir

L'Esquei és un paratge del terme municipal de Castellcir, a la comarca del Moianès.
Està situat al sud de la urbanització de la Penyora, al nord-oest i oest de la Tuna, al nord del Pas de la Tuna. És a la dreta del torrent de Sauva Negra i al nord-est de la Feixa de la Baga, a llevant de la masia de la Talladella. Forma una cinglereta a migdia i dessota de la casa situada més al sud de la urbanització esmentada.